# Kobalt(II) oksid
Kobalt(II) oksid (kobalt monoksid) je neorgansko jedinjenje koje sa javlja u obliku maslinasto-zelenih kristala, ili kao sivo-crni prah. On se koristi ekstenzivno u keramičkoj industriji kao aditiv za kreiranje plavo obojenih glazura emajla kao i u hemijskoj industriji za produkciju kobalt(II) soli.

## Struktura i osobine
kristali poprimaju oblik strukture slične kamenoj soli sa konstantom rešetke od 4.2615 Å.
On je antiferomagnetan ispod 16 °C.

## Priprema
Kobalt(II,III) oksid se razlaže do kobalt(II) oksida na 950 °C:
Mada je komercijalno dostupan, kobalt(II) oksid se može pripremiti u laboratoriji elektrolizom rastvora kobalt(II) hlorida
On se takođe može pripremiti precipitacijom hidroksida, praćenom termalnom dekompozicijom:

## Reakcije
Kobalt(II) oksid reaguje sa mineralnim kiselinama da formira kobaltne soli: